# Lucas Lingman
Lucas Lingman (Espoo, Finlandia, 25 de enero de 1998) es un futbolista finlandés. Su posición es la de mediocampista y su club es el HJK Helsinki de la Veikkausliiga de Finlandia.

## Selección nacional
Tras haber sido internacional en categorías inferiores, debutó con la selección absoluta de Finlandia el 29 de marzo de 2022 en un amistoso ante Eslovaquia.

### Participaciones en selección
| Torneo                                                                  | Categoría | Sede              | Resultado    | Partidos | Goles |
| ----------------------------------------------------------------------- | --------- | ----------------- | ------------ | -------- | ----- |
| Fase de clasificación para el Campeonato Europeo Sub-17 de la UEFA 2015 | Sub-17    | Serbia            | No clasificó | 3        | 1     |
| Fase de clasificación para la Eurocopa Sub-21 de 2021                   | Sub-21    | Hungría Eslovenia | No clasificó | 10       | 0     |
| Liga de Naciones de la UEFA 2022-23                                     | Absoluta  | Europa            | Primera fase | 4        | 0     |

## Estadísticas

### Clubes
Actualizado al último partido jugado el 28 de septiembre de 2024.
| Klubi-04 · Finlandia | 3.ª           | 2014          | 18  | 1  | -  | - | -  | - | 18  | 1  | 0.06 |
| Klubi-04 · Finlandia | 3.ª           | 2015          | 18  | 3  | -  | - | -  | - | 18  | 3  | 0.17 |
| Klubi-04 · Finlandia | 3.ª           | 2016          | 8   | 1  | -  | - | -  | - | 8   | 1  | 0.13 |
| Klubi-04 · Finlandia | 3.ª           | 2017          | 3   | 0  | -  | - | -  | - | 3   | 0  | 0    |
| Klubi-04 · Finlandia | Total         | Total         | 47  | 5  | 0  | 0 | 0  | 0 | 47  | 5  | 0.11 |
| HJK Helsinki · Finlandia | 1.ª           | 2015          | 4   | 0  | 5  | 0 | 1  | 0 | 10  | 0  | 0    |
| HJK Helsinki · Finlandia | 1.ª           | 2016          | 6   | 0  | 5  | 0 | -  | - | 11  | 0  | 0    |
| HJK Helsinki · Finlandia | 1.ª           | 2017          | 11  | 1  | 1  | 0 | 1  | 0 | 13  | 1  | 0.08 |
| RoPS Rovaniemi · Finlandia | 1.ª           | 2018          | 32  | 5  | 5  | 1 | -  | - | 37  | 6  | 0.16 |
| RoPS Rovaniemi · Finlandia | 1.ª           | 2019          | 26  | 3  | 7  | 0 | 2  | 0 | 35  | 3  | 0.09 |
| RoPS Rovaniemi · Finlandia | Total         | Total         | 58  | 8  | 12 | 1 | 2  | 0 | 72  | 9  | 0.13 |
| HJK Helsinki · Finlandia | 1.ª           | 2020          | 20  | 2  | 9  | 0 | -  | - | 29  | 2  | 0.13 |
| HJK Helsinki · Finlandia | 1.ª           | 2021          | 14  | 1  | 6  | 0 | 6  | 0 | 26  | 1  | 0.06 |
| Helsingborgs IF · Suecia | 1.ª           | 2022          | 15  | 0  | -  | - | -  | - | 15  | 0  | 0.00 |
| Helsingborgs IF · Suecia | Total         | Total         | 15  | 0  | 0  | 0 | 0  | 0 | 15  | 0  | 0.00 |
| HJK Helsinki · Finlandia | 1.ª           | 2022          | 7   | 0  | -  | - | 8  | 0 | 15  | 0  | 0.00 |
| HJK Helsinki · Finlandia | 1.ª           | 2023          | 20  | 0  | 3  | 0 | 13 | 0 | 36  | 0  | 0.00 |
| HJK Helsinki · Finlandia | 1.ª           | 2024          | 22  | 4  | 3  | 0 | 6  | 0 | 31  | 4  | 0.13 |
| HJK Helsinki · Finlandia | Total         | Total         | 104 | 8  | 32 | 0 | 35 | 0 | 171 | 8  | 0.06 |
| Total carrera | Total carrera | Total carrera | 224 | 21 | 44 | 1 | 37 | 0 | 305 | 22 | 0.09 |
| (1) Incluye datos de Copa de la Liga de Finlandia y Copa de Finlandia. (2) Incluye datos de Liga de Campeones de la UEFA y Liga Europa de la UEFA. (3) No incluye goles en partidos amistosos. |               |               |     |    |    |   |    |   |     |    |      |

### Selección de Finlandia
Actualizado al último partido jugado el 17 de noviembre de 2022.
| Selección            | Año   | Eliminatorias | Eliminatorias | Eliminatorias | Continental | Continental | Continental | Mundial | Mundial | Mundial | Amistosos | Amistosos | Amistosos | Total | Total | Total  | Media goleadora |
| Selección            | Año   | Part.         | Goles         | Asist.        | Part.       | Goles       | Asist.      | Part.   | Goles   | Asist.  | Part.     | Goles     | Asist.    | Part. | Goles | Asist. | Media goleadora |
| -------------------- | ----- | ------------- | ------------- | ------------- | ----------- | ----------- | ----------- | ------- | ------- | ------- | --------- | --------- | --------- | ----- | ----- | ------ | --------------- |
| Sub-17 · Finlandia   |       |               |               |               |             |             |             |         |         |         |           |           |           |       |       |        |                 |
| 2014                 | —     | —             | —             | 3             | 1           | 0           | —           | —       | —       | 7       | 1         | 0         | 10        | 2     | 0     | 0,20   |                 |
| Total                | 0     | 0             | 0             | 3             | 1           | 0           | 0           | 0       | 0       | 7       | 1         | 0         | 10        | 2     | 0     | 0,20   |                 |
| Sub-18 · Finlandia   |       |               |               |               |             |             |             |         |         |         |           |           |           |       |       |        |                 |
| 2015                 | —     | —             | —             | —             | —           | —           | —           | —       | —       | 8       | 0         | 0         | 8         | 0     | 0     | 0      |                 |
| 2016                 | —     | —             | —             | —             | —           | —           | —           | —       | —       | 2       | 0         | 0         | 2         | 0     | 0     | 0      |                 |
| Total                | 0     | 0             | 0             | 0             | 0           | 0           | 0           | 0       | 0       | 10      | 0         | 0         | 10        | 0     | 0     | 0      |                 |
| Sub-19 · Finlandia   |       |               |               |               |             |             |             |         |         |         |           |           |           |       |       |        |                 |
| 2015                 | —     | —             | —             | —             | —           | —           | —           | —       | —       | 3       | 0         | 0         | 3         | 0     | 0     | 0      |                 |
| Total                | 0     | 0             | 0             | 0             | 0           | 0           | 0           | 0       | 0       | 3       | 0         | 0         | 3         | 0     | 0     | 0      |                 |
| Sub-21 · Finlandia   |       |               |               |               |             |             |             |         |         |         |           |           |           |       |       |        |                 |
| 2019                 | —     | —             | —             | 5             | 0           | 1           | —           | —       | —       | 4       | 0         | 0         | 9         | 0     | 1     | 0      |                 |
| 2020                 | —     | —             | —             | 5             | 0           | 1           | —           | —       | —       | —       | —         | —         | 5         | 0     | 1     | 0      |                 |
| Total                | 0     | 0             | 0             | 10            | 0           | 2           | 0           | 0       | 0       | 4       | 0         | 0         | 14        | 0     | 2     | 0      |                 |
| Absoluta · Finlandia |       |               |               |               |             |             |             |         |         |         |           |           |           |       |       |        |                 |
| 2022                 | —     | —             | —             | 4             | 0           | 1           | —           | —       | —       | 3       | 0         | 1         | 7         | 0     | 1     | 0      |                 |
| 2023                 | —     | —             | —             | —             | —           | —           | —           | —       | —       | 2       | 0         | 0         | 2         | 0     | 0     | 0      |                 |
| Total                | 0     | 0             | 0             | 4             | 0           | 1           | 0           | 0       | 0       | 5       | 0         | 0         | 9         | 0     | 1     | 0      |                 |
| Total                | Total | 0             | 0             | 0             | 17          | 1           | 3           | 0       | 0       | 0       | 29        | 1         | 0         | 46    | 2     | 3      | 0,05            |
| 1. 2.                |       |               |               |               |             |             |             |         |         |         |           |           |           |       |       |        |                 |

#### Partidos internacionales
| Detalle de partidos internacionales | Detalle de partidos internacionales | Detalle de partidos internacionales               | Detalle de partidos internacionales | Detalle de partidos internacionales | Detalle de partidos internacionales | Detalle de partidos internacionales | Detalle de partidos internacionales | Detalle de partidos internacionales |
| N.º                                 | Fecha                               | Estadio                                           | Rival                               | Resultado                           | Goles                               | Asist.                              | Competición                         | Ref.                                |
| Selección absoluta                  | Selección absoluta                  | Selección absoluta                                | Selección absoluta                  | Selección absoluta                  | Selección absoluta                  | Selección absoluta                  | Selección absoluta                  | Selección absoluta                  |
| ----------------------------------- | ----------------------------------- | ------------------------------------------------- | ----------------------------------- | ----------------------------------- | ----------------------------------- | ----------------------------------- | ----------------------------------- | ----------------------------------- |
| 1.                                  | 29 de marzo de 2022                 | Estadio Enrique Roca, Murcia, España              | Eslovaquia                          | 0:2                                 |                                     |                                     | Amistoso                            |                                     |
| 2.                                  | 7 de junio de 2022                  | Estadio Olímpico de Helsinki, Helsinki, Finlandia | Montenegro                          | 2:0                                 |                                     | 38'                                 | Liga de Naciones UEFA 2022-23       |                                     |
| 3.                                  | 14 de junio de 2022                 | Bilino Polje, Zenica, Bosnia y Herzegovina        | Bosnia y Herzegovina                | 3:2                                 |                                     |                                     | Liga de Naciones UEFA 2022-23       |                                     |
| 4.                                  | 23 de septiembre de 2022            | Estadio Olímpico de Helsinki, Helsinki, Finlandia | Rumania                             | 1:1                                 |                                     |                                     | Liga de Naciones UEFA 2022-23       |                                     |
| 5.                                  | 26 de septiembre de 2022            | Estadio Pod Goricom, Podgorica, Montenegro        | Montenegro                          | 0:2                                 |                                     |                                     | Liga de Naciones UEFA 2022-23       |                                     |
| 6.                                  | 17 de noviembre de 2022             | Toše Proeski Arena, Skopie, Macedonia del Norte   | Macedonia del Norte                 | 1:1                                 |                                     |                                     | Amistoso                            |                                     |
| 7.                                  | 20 de noviembre de 2022             | Ullevaal Stadion, Oslo, Noruega                   | Noruega                             | 1:1                                 |                                     |                                     | Amistoso                            |                                     |
| 8.                                  | 9 de enero de 2023                  | Estadio Algarve, Faro, Portugal                   | Suecia                              | 2:0                                 |                                     |                                     | Amistoso                            |                                     |
| 9.                                  | 12 de enero de 2023                 | Estádio da Nora, Ferreiras, Portugal              | Estonia                             | 0:1                                 |                                     |                                     | Amistoso                            |                                     |

## Palmarés

### Campeonatos nacionales
| Título                       | Club         | País      | Año  |
| ---------------------------- | ------------ | --------- | ---- |
| Copa de la Liga de Finlandia | HJK Helsinki | Finlandia | 2015 |
| Copa de Finlandia            | HJK Helsinki | Finlandia | 2017 |
| Veikkausliiga                | HJK Helsinki | Finlandia | 2017 |
| Copa de Finlandia            | HJK Helsinki | Finlandia | 2020 |
| Veikkausliiga                | HJK Helsinki | Finlandia | 2020 |
| Veikkausliiga                | HJK Helsinki | Finlandia | 2021 |
| Veikkausliiga                | HJK Helsinki | Finlandia | 2022 |
| Copa de la Liga de Finlandia | HJK Helsinki | Finlandia | 2023 |
| Veikkausliiga                | HJK Helsinki | Finlandia | 2023 |